# テレビ朝日木曜8時枠の連続ドラマ
テレビ朝日木曜8時枠の連続ドラマ（テレビあさひもくようはちじわくのれんぞくドラマ）は、過去7期にわたってNET系列局が毎週木曜 20:00 - 20:54 （日本標準時）に編成していたテレビドラマ枠である。
本項は、1960年から1975年までこの枠で放送されていた海外ドラマと現代劇のみを記載する。これらの作品が途切れている間に放送されていた時代劇とその他の作品群については
また現代劇でも、1999年から2022年までの作品については

## 概要
初期には名作『ララミー牧場』を始めとした海外ドラマを放送していたが、『テレビ演芸場』の放送によって一度中断した後は現代劇の放送が中心になった。その後も本枠は、時代劇やバラエティ番組の放送によって中断を繰り返していた。
番組製作は基本的にNETテレビ（現・テレビ朝日）が担当していたが、1968年4月から1年3ヶ月の間は、当時NET系列に属していた毎日放送が番組製作を手がけていた。

## 放送作品一覧
▲マークのある作品は海外ドラマ。

### 第1期
- ララミー牧場（1960年6月23日 - 1963年7月18日）▲
- 海に挑む男 アクアナット（第1シリーズ）（1963年7月25日 - 11月7日）▲
- 世界最大のサーカス（1963年11月14日 - 1964年3月19日）▲
- 海に挑む男 アクアナット（第2シリーズ）（1964年4月2日 - 8月13日）▲

### 第2期
- ローハイド（第7シリーズ）（1965年4月1日 - 10月14日）▲

### 第3期
- 鉄道公安36号（1966年10月6日 - 1967年3月30日） - 水曜20:00枠から移動。
- あゝ同期の桜（1967年4月6日 - 9月28日）

### 第4期
- カツドウ屋一代（1968年4月4日 - 9月26日） - この作品から毎日放送製作。
- 喧嘩太郎（1968年10月3日 - 1969年3月27日）
- おやじは大学一年生（1969年4月3日 - 6月26日）

### 第5期
- 五番目の刑事（1969年10月2日 - 1970年3月26日） - この作品から再びNETテレビ製作。ただし、これのみローカルセールス枠での放送。
- コント55号60分一本勝負（1970年4月2日 - 9月24日）

### 第6期
- 打ち込め! 青春（1971年1月7日 - 4月1日）
- お待ちどおさま（1971年4月8日 - 7月8日）
- 太陽の恋人（1971年7月22日 - 10月14日）
- 女・おとこ（1971年10月21日 - 11月18日）

### 第7期
- 誰のために愛するか（1974年4月4日 - 7月11日）
- サイボーグ危機一髪（1974年7月25日 - 12月26日）▲
- サンフランシスコ捜査線（1975年1月30日 - 3月27日）▲

## 参考資料
- キー局番組編成変遷表[出典無効]